# Iugoslávia nos Jogos Paralímpicos de Verão de 1988
Iugoslávia participou dos Jogos Paralímpicos de Verão de 1988, que foram realizados na cidade de Seul, na Coreia do Sul, entre os dias 15 e 24 de outubro de 1988.
A delegação, com 35 integrantes, conquistara 17 medalhas, das quais 3 de ouro, e terminou na vigésima nona posição no quadro de medalhas.